# Wohlwollender Vertrag
Der Wohlwollende Vertrag (chinesisch 宣統帝退位詔書 / 宣统帝退位诏书, Pinyin Xuāntǒng dì tuìwèi zhàoshū) war eine 1912 geschlossene Übereinkunft zwischen dem letzten Kaiser von China, Puyi, und der Regierung der neuen Republik China. Er sicherte diesem nach seiner Abdankung weiter Titel und Würden, ein Wohnrecht in der Verbotenen Stadt (dem Zentrum Pekings) sowie eine jährliche Apanage zu und stellte den kaiserlichen Hofstaat unter den Schutz der republikanischen Regierung.

## Vertragstext
Der Vertrag umfasst acht Artikel und hat folgenden Wortlaut:
In Anbetracht der Tatsache, dass der Kaiser der Großen Qing-Dynastie öffentlich seine Zustimmung zur Errichtung eines republikanischen Regierungssystems bekanntgegeben hat, werden hiermit die nachfolgenden Artikel bezüglich der "wohlwollenden Behandlung des Kaisers der Großen Qing nach seiner Abdankung" aufgezählt:
- Nach der Abdankung des Kaisers der Großen Qing ist seine Titelwürde uneingeschränkt beizubehalten; die Republik China wird ihn mit der Höflichkeit behandeln, die das Protokoll für ausländische Monarchen vorsieht.
- Nach der Abdankung des Kaisers der Großen Qing wird er von der Republik China eine jährliche Apanage von 4 000 000 Taels empfangen. Dieser Betrag ist nach der Währungsreform auf 4.000.000 mexikanische Dollar abzuändern.
- Nach der Abdankung des Kaisers der Großen Qing mag er vorerst weiterhin im Palast (in der Verbotenen Stadt) residieren; später soll er sich jedoch in den Yihe-Park (Sommerpalast) verfügen. Seine übliche Leibwache kann er behalten.
- Nach der Abdankung des Kaisers der Großen Qing werden die Ahnentempel und Mausoleen der Kaiserlichen Familie für alle Zeit erhalten und die Opferdienste wie vorgeschrieben fortgeführt werden. Die Republik China übernimmt durch Aufstellung von militärischen Wachen die Verantwortung für den hinreichenden Schutz dieser Stätten.
- Da das Qing-Mausoleum für den verstorbenen Kaiser Dezong (Guangxu) noch nicht vollendet ist, werden die Arbeiten in Beachtung der überkommenen Vorschriften (für die Kaisergräber) zu Ende geführt; die Zeremonie der Grablegung wird ebenfalls in Übereinstimmung mit den alten Riten vollzogen werden. Alle effektiven Kosten hierfür sind von der Republik China zu tragen.
- Die Dienste jeglicher bislang im Palast beschäftigten Personen der verschiedenen Stufen können beibehalten werden; doch sind in Zukunft keine weiteren Eunuchen in das Personal aufzunehmen.
- Nach der Abdankung des Kaisers der Großen Qing wird sein Privateigentum gesichert werden und unter dem Schutz der Republik China stehen.
- Die Kaiserliche Palastwache wird in der zur Zeit der Abdankung gegebenen Zusammensetzung der militärischen Kontrolle des Kriegsministeriums der Republik China unterstellt. Sie soll in ihrer ursprünglichen Stärke bestehen bleiben und die gleiche Besoldung erhalten wie bis anhin.

## Bedeutung
Mit diesem Vertrag erkannte die Republik China auch nach der Abdankung Puyis das kulturelle Erbe der Vergangenheit an und sicherte dem letzten Kaiser quasi eine symbolische Bedeutung zu. Noch immer kamen republikanische Beamte und Minister sowie ausländische Staatsgäste in die Verbotene Stadt und entboten dem jungen Kaiser ihre Achtung. Dies zeigt, dass der chinesische Kaiser noch immer ein mächtiges Symbol für das chinesische Volk war und vom Ausland als Respektsperson anerkannt wurde.

## Vertragsbrüche
Im Zuge eines Militärputsches des Generals Zhang Xun wurde Puyi in einem erfolglosen Restaurationsversuch vom 1. bis 12. Juli 1917 erneut als Kaiser eingesetzt.
Einige Jahre nach Abschluss des Vertrags geriet die chinesische Regierung mit der Zahlung der jährlichen Apanage immer weiter in Rückstand, so dass, um den kaiserlichen Hofstaat aufrechterhalten zu können, Wertsachen und Kunstgegenstände aus kaiserlichem Bestand verkauft werden mussten. Im Jahre 1924 hatte sich der Hass unter den Vertretern der Republik so weit gesteigert, dass republikanische Truppen in die Verbotene Stadt einrückten und den Kaiser samt Hofstaat vertrieben. Puyi lebte nach Ortswechseln ab 1925 in Tianjin.